# بكر (كوهستان)
بكر (بالفارسية: بکر) هي قرية تقع في إيران في Kuhestan Rural District. يقدر عدد سكانها بـ 146 نسمة بحسب إحصاء 2016.